# テルスター衛星
テルスター衛星（テルスターえいせい、英: Telstar）は、アメリカ航空宇宙局（NASA）が打ち上げた通信放送衛星。
テルスター1号はAT&Tの依頼を受けてベル研究所が製作したもので、1962年（昭和37年）7月10日にケープカナベラル空軍基地からソー・デルタで打ち上げられ、パリからアメリカへのテレビ中継に成功した。当時の技術的限界からもともと耐用時間が短かった上、高高度核実験による電磁パルスの直撃を受けたこともあって、運用できたのはわずか7ヶ月であった。動作はしていないが、現在でも衛星軌道上に留まっている。
テルスター2号は1963年5月7日にケープカナベラル空軍基地からデルタBで打ち上げられた。テルスター1号と基本的に同じ機体であったが、テルスター2号はヴァン・アレン帯における高エネルギーの陽子および電子の分布を計測する科学衛星の位置づけも兼ねていた。
テルスター1号とテルスター2号は基本的に同じ機体であり、ほぼ球形で姿勢制御はスピン安定方式、ミッション機器である送信機を2つ搭載していた。テレメトリはPCM/FM/AMで変調され、受信するのに1分ほどかかった。

## テルスター1号
テルスター1号は3,600セルの太陽電池から供給される14ワットの電力で動作し、打ち上げの13日後には米-欧間でのテレビ放送の生中継が行われた。
西ドイツも放送試験に参加し、同国西部のデュイスブルクにある高炉で働く労働者が映された。映像の画質は、現在からすると極めて劣悪であった。
ニューヨーク市街とゴールデンゲートブリッジの映像も同じように画質が悪かったが、当時の人々にとってはまるで地球の裏側の出来事を見ているかのような印象を与えた。一方で、テルスター1号は当時の技術的限界から低軌道に投入されたため、衛星が地上局からの可視範囲に入って送受信が行えるのはわずか30分に留まり、長時間の連続中継はできなかった。また、送信機の出力はわずか2.25ワットに過ぎず、地上局に直径30メートル以上のパラボラアンテナを置いて、衛星からの信号を100億倍にまで増幅しなければならなかった。とはいえ、現在までに数千機もの通信衛星が軍事、科学、通信、放送の各分野で利用されており、テルスター1号がその礎となったことは間違いない。
テルスター1号は、1962年7月9日に行われた高高度核実験、ドミニク作戦スターフィッシュ・プライム実験で放射された強烈な電磁パルスの影響で、1962年11月から不規則な動作をするようになり、たびたび衛星の電源を入れ直して対応していた。1962年11月23日にはコマンド系が応答しなくなったが、12月20日に正常に再起動することに成功し、その後しばらくは断続的ながらデータを受信することができた。最終的には1963年2月21日に送信機が故障して運用を終了した。

## テルスター2号
テルスター2号は、科学ミッションとしてヴァン・アレン帯の観測を行うため、遠地点はヴァン・アレン帯の外帯を通るよう高度10800キロメートルに設定された。また、テルスター1号とは異なりテレメトリ系を用いて科学観測の結果を常時送信するようになっていたため、テレメトリ情報は打ち上げ2年後にタイマーでVHFビーコンが切られてから取得された。4736周回した後の1965年5月16日 14時03分 (UTC)にVHF送信機が停止されたが、その時点まで衛星の全機能は正常に動作していた。

## 地上局
アメリカ側の地上局は1961年にメイン州アンドーバーに建設された。衛星側の送信機出力が小さいため、直径53メートルもある巨大なAT&T製のアンテナが設置されていた。この地上局は、後にリレー1号でも使用された。
ヨーロッパ側の地上局はフランスのブルターニュ地域圏にあるプルームール＝ボドゥー村近郊に建設され、直径50メートルのドームの中に重量340トンの巨大なアンテナが設置されていた。この地上局の建物は、現在も通信博物館の一部として現存している。

## 日本での影響
1963年12月31日に放送された第14回NHK紅白歌合戦にて、応援ゲストの柳家金語楼（テルスター衛星を彷彿とさせる顔立ちが特徴だった）が「プーパパー、プーパパー、私はテルスターです」と言いながら登場した。

## ギャラリー

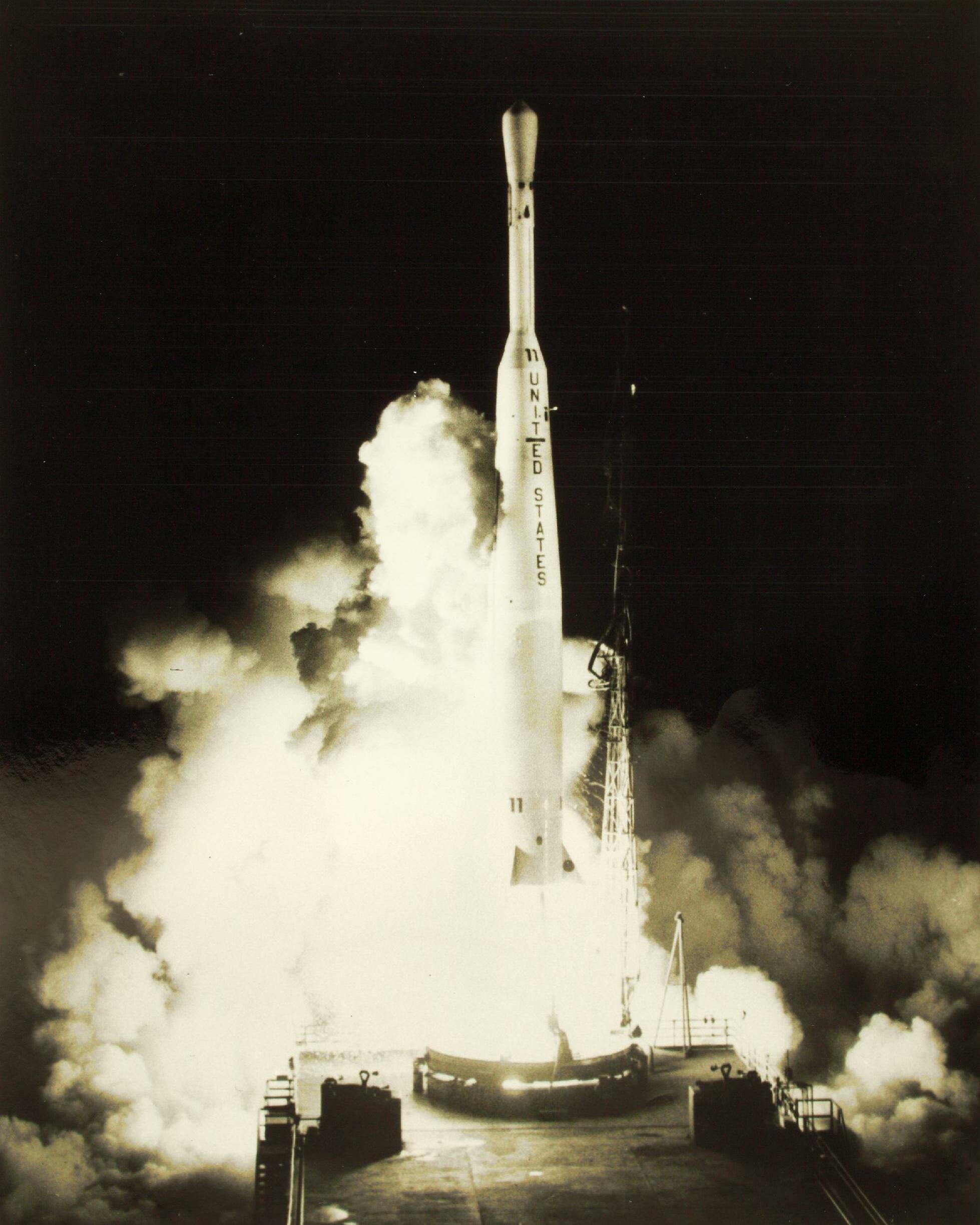
テルスター1号の打ち上げ
- テルスター1号のニュース映像
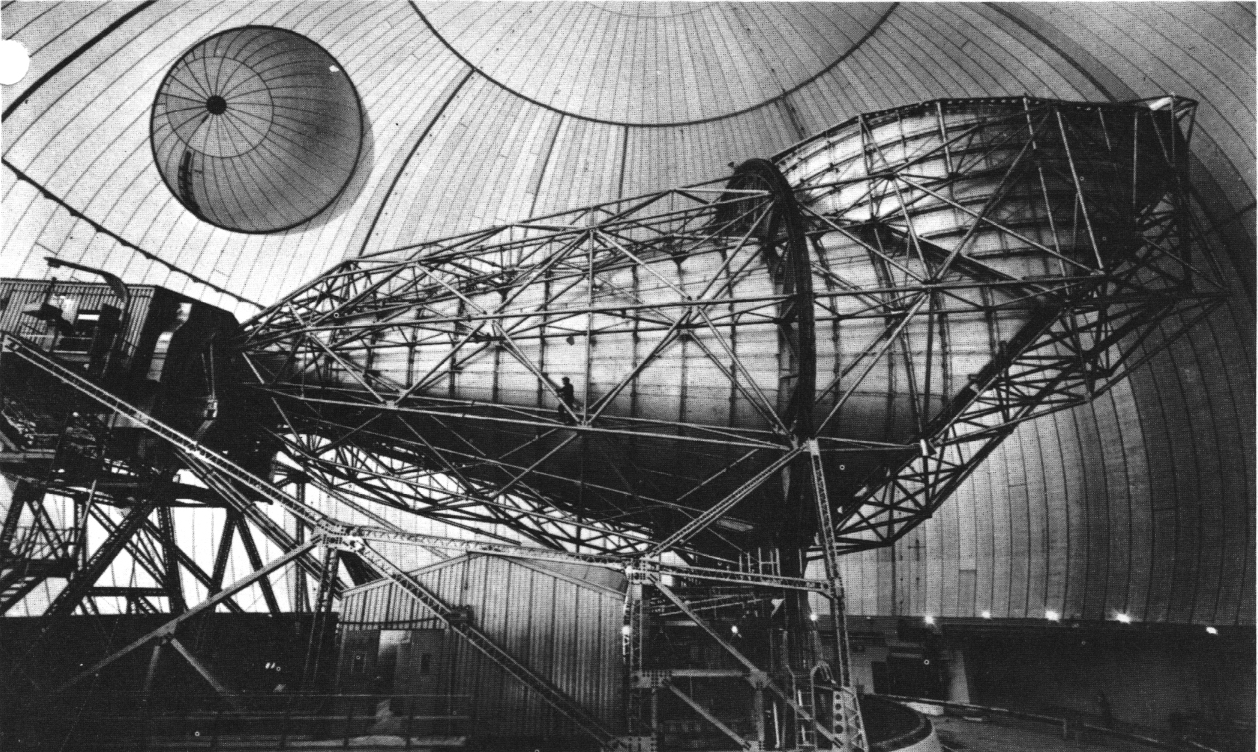
メイン州アンドーバーに設置された地上局のアンテナ